# Al Udayn (huyện)
Huyện Al Udayn là một huyện thuộc tỉnh Ibb, Yemen. Đến thời điểm năm 2003, huyện này có dân số 143578 người